# 2144 Marietta
2144 Marietta este un asteroid din centura principală, descoperit pe 18 ianuarie 1975 de Liudmila Cernîh.